# Monticello (Wisconsin)
Monticello is een plaats (village) in de Amerikaanse staat Wisconsin, en valt bestuurlijk gezien onder Green County.

## Demografie
Bij de volkstelling in 2000 werd het aantal inwoners vastgesteld op 1146. In 2006 is het aantal inwoners door het United States Census Bureau geschat op 1132, een daling van 14 (-1,2%).

## Geografie
Volgens het United States Census Bureau beslaat de plaats een oppervlakte van 3,0 km², geheel bestaande uit land. Monticello ligt op ongeveer 335 m boven zeeniveau.

## Plaatsen in de nabije omgeving
De onderstaande figuur toont nabijgelegen plaatsen in een straal van 24 km rond Monticello.